# Rockovnik
Rockovnik je glazbeni televizijski program sastavljen iz 40 epizoda kojeg je emitirala Radiotelevizija Srbije 2011., za kojeg su scenarij napisali Sandra Rančić i Dušan Vesić, a Vesić je bio i redatelj. Program se fokusira na povijest popularne rock glazbe, prvo u SFRJ ali i poslije njenog raspada pa sve do 2000. godine.
Svaka epizoda započinje s pjesmom "Rock and Roll" sastava Led Zeppelin.
Prvih deset epizoda se bavi rock glazbom u kasnim 1950-im i 1960-im. Sljedećih deset epizoda opisuje rock 1970-ih, a deset epizoda koje slijede se bave 1980-im. Program se završava sa zadnjih deset epizoda u 1990-ih, kada dolazi do raspada SFRJ i nastankom novih država i njihovom rock scenom, a tu je uglavnom zastupljena srbijanska rock scena. 
U svakoj epizodi nabrojani su najvažniji događaji koji su se desili te godine, kako politički tako i kulturni.
Prve epizode snimljene su krajem 1990-ih, iako je najveći dio programa snimljen u 2004., u Beogradu, Zagrebu, Ljubljani, Sarajevu, Rijeci, Puli, Kumrovecu, Kragujevcu i Novom Sadu.

## Popis epizoda
- 1. Neka bude rock (Uvod 1955. – 1958.)
- 2.: Ljubav i moda (Beograd 1958. – 1963.)
- 3.: Rock & Roll u Zagrebu (1958. – 1964.)
- 4.: Bježi kišo s prozora (Sarajevo 1961. – 1968.)
- 5. Mramor, kamen i željezo (Beat u Zagrebu 1964. – 1967.)
- 6. Uhvati vetar (Beat u Beogradu 1964. – 1968.)
- 7. Ruke pružam (Sarajevo 1964. – 1968.)
- 8. Osmeh (Autorski rock u Hrvatskoj 1966. – 1970.)
- 9. Stepenice za nebo (Kultne grupe 1967. – 1970.)
- 10. Prvo svetlo u kući broj 4 (Beograd 1968. – 1970.)
- 11. U tami disko-kluba (Jugoslovenska rock scena 1971. – 1972.)
- 12. Put na istok (Jugoslovenska rock scena 1972.)
- 13. Čudna šuma (Jugoslovenska rock scena 1973. – 1975.)
- 14. Kad bi bio bijelo dugme (Jugoslovenska rock scena 1974. – 1975.)
- 15. Pljuni istini u oči (Jugoslovenska rock scena 1975.)
- 16. Šumadijski blues (Jugoslovenska rock scena 1975. – 1976.)
- 17. Dođite na show (Jugoslovenska rock scena 1976. – 1978.)
- 18. Pakleni vozači (Jugoslovenska rock scena 1978. – 1979.)
- 19. Rock 'n' Roll za kućni savet (Jugoslovenska rock scena 1978. – 1979.)
- 20. Ružan, pametan i mlad (Jugoslovenska rock scena 1979. – 1980.)
- 21. Niko kao ja (Jugoslovenska rock scena 1980. – 1981.)
- 22. Užas je moja furka (Jugoslovenska rock scena 1981. – 1982.)
- 23. Tanz Mit Laibach (Jugoslovenska rock scena 1983. – 1985.)
- 24. Anarhija All Over Baščaršija (Jugoslovenska rock scena 1983. – 1985.)
- 25. Pogledaj dom svoj, anđele (Jugoslovenska rock scena 1985.)
- 26. Jedan poziv menja sve (Jugoslovenska rock scena 1985.)
- 27. Bivše devojčice, bivši dečaci (Jugoslovenska rock scena 1986. – 1987.)
- 28. Kao da je bilo nekad (Jugoslovenska rock scena 1987. – 1988.)
- 29. Igra Rock 'n' Roll cela Jugoslavija (Jugoslovenska rock scena 1988. – 1989.)
- 30. Kako je propao Rock 'n' Roll (Jugoslovenska rock scena 1988. – 1989.)
- 31. Rat i mir (Jugoslovenska rock scena 1990. – 1991.)
- 32. Mir, brate, mir (1992.)
- 33. Možeš me zvati kako god hoćeš (1993.)
- 34. Moji su drugovi biseri rasuti po celom svetu (1994.)
- 35. Godina kulture (1995.)
- 36. Samo droga Srbina Spasava (1996.)
- 37. Ja nisam odavle (1997.)
- 38. Nova žena, savremena, samostalna dama (1988.)
- 39. Proći će i nihovo (1999.)
- 40: Gotov(o) je! (Rock scena u Srbiji 2000. i šta je bilo posle)

### Intervjuirani glazbenici
- Miroslav "Miša" Aleksić (Riblja čorba)
- Nebojša Antonijević "Anton" (Partibrejkers)
- Boris Aranđelović (Smak)
- Boris Babarović "Barba" (Crveni koralji)
- Biljana Babić (Boye)
- Branislav Babić "Kebra" (Obojeni program)
- Momčilo Bajagić "Bajaga" (Riblja čorba, Bajaga i instruktori)
- Željko Bebek (Bijelo dugme, solo artist)
- Neno Belan (Đavoli, solo artist)
- Josip Boček (Dinamiti, Korni grupa)
- Davorin Bogović (Prljavo kazalište, solo artist)
- Branislav "Bane" Bojović (Sunshine)
- Janez Bončina "Benč" (Mladi levi, Srce, Jugoslovenska Pop Selekcija, September)
- Vidoja "Džindžer" Božinović (Riblja čorba)
- Vedran Božić (Roboti, Mi, Time)
- Lav Bratuša (Darkwood Dub)
- Marko Brecelj (Buldožer (sastav), solo artist)
- Goran Bregović (Bijelo dugme)
- Aleksandar Cvetković (Siluete)
- Dejan Cukić (Bulevar, Bajaga i instruktori, solo artist)
- Miroslav Cvetković "Cvele" (Bajaga i instruktori)
- Samir Ćeremida "Ćera I" (Plavi orkestar)
- Zdravko Čolić (Ambasadori, Korni grupa, solo artist)
- Branko Črnac "Tusta" (KUD Idijoti)
- Nikola Čuturilo "Čutura" (Riblja čorba, solo artist)
- Žarko Dančuo (Roboti, solo artist)
- Zoran Dašić (Legende)
- Milan Delčić "Delča" (U škripcu, solo artist)
- Vladimir Divljan (Idoli, solo artist)
- Nebojša Drakula (Direktor])
- Bora Đorđević (Suncokret, Rani mraz, Riblja čorba)
- Ivan Đorđević "Ivek" (Kazna za uši)
- Vojislav Đukić (S vremena na vreme)
- Zvonimir Đukić "Đule" (Van Gogh)
- Dragoljub Đuričić (YU grupa, Leb i sol, Kerber, Zdravko Čolić)
- Mahmut Ferović (Čičak)
- Robert Funčić (Xenia)
- Vladimir Furduj (Korni grupa)
- Milan "Miki" Gelb (Bijele strijele)
- Davor Gobac (Psihomodo pop)
- Vladimir "Vlajko" Golubović (Suncokret, Riblja čorba, Bajaga i instruktori)
- Srđan Gojković "Gile" (Električni orgazam)
- Roman Goršek (Plejboj)
- Dejan Gvozden (Kristali)
- Husein Hasanefendić "Hus" (Grupa 220, Parni valjak)
- Bojan Hreljac (Korni grupa)
- Dragan Ilić (Generacija 5)
- Marko Ilić (CYA)
- Sanja Ilić (San, solo artist)
- Alen Islamović (Divlje jagode, Bijelo dugme, solo artist)
- Žan Jakopač (Pozdrav Azri)
- Dražen Janković "Drale" (Zabranjeno pušenje, The no smoking orchestra)
- Vladimir Janković "Džet" (Crni biseri, Tunel)
- Dragi Jelić (Siluete, Džentlmeni, YU grupa)
- Živorad "Žika" Jelić (Džentlmeni, YU grupa)
- Vladimir Jerić "Jera" (Darkwood Dub)
- Dragan "Krle" Jovanović (Generacija 5)
- Miodrag Jovanović "Miško" (Ništa ali logopedi)
- Milutin Jovančić "Mita" (Block out)
- Jovan Jović (Deca loših muzičara)
- Tanja Jovićević (Oktobar 1864)
- Nele Karajlić (Zabranjeno pušenje, The no smoking orchestra)
- Valter Kocijančić (Parafi)

- Nemanja Kojić "Kojot" (Eyesburn, Sunshine)
- Vlada Kokotović (Goblini)
- Zoran Kostić "Cane" (Partibrejkers)
- Kornelije Kovač (Indexi, Korni grupa)
- Kristina Kovač (K2)
- Sreten "Sreta" Kovačević (Pekinška patka, Kontraritam)
- Bruno Langer (Atomsko sklonište)
- Boris Leiner (Azra, Vještice)
- Sead "Zele" Lipovača (Divlje jagode)
- Mile Lojpur
- Aleksandar "Saša" Lokner (Galija, Bajaga i instruktori)
- Saša Lošić "Loša" (Plavi orkestar)
- Peter "Pero" Lovšin (Pankrti, Sokoli, solo artist)
- Davor Lukas (Fit)
- Aleksandar Lukić "Luka" (U škripcu, Familija)
- Goran Marić (Bjesovi)
- Srđan Marić "Mara" (Direktori)
- Zoran Marinković (Bjesovi)
- Nenad Marjanović "dr Fric" (KUD Idijoti)
- Srđan Marjanović
- Dragoljub Marković "Bleki" (Ništa ali logopedi)
- Željko Markuš (Kristali)
- Damir Martinović "Mrle" (Termiti, Let 3)
- Radomir Mihajlović "Točak" (Smak, solo artist)
- Zoran Milanović (Smak)
- Miroslav "Vicko" Milatović (Riblja čorba)
- Žika Milenković (Bajaga i instruktori, Babe)
- Dejan Milojević (Dža ili Bu)
- Marko Milivojević (Ekatarina Velika)
- Aleksandra "Slađana" Milošević
- Aleksandar Milovanović "Sale Veruda" (KUD Idijoti)
- Jovan Mišević (Siluete)
- Drago Mlinarec (Grupa 220, solo artist)
- Kemal Monteno
- Oliver Nektarijević (Kanda, Kodža i Nebojša)
- Robert Nemeček (Pop Mašina)
- Walter Neugebauer (Mladi)
- Ljubomir "Ljuba" Ninković (S vremena na vreme)
- Ivan "Jani" Novak (Laibach)
- Boris Novković
- Đorđe Novković (Indexi, Pro arte)
- Jurica Pađen (Grupa 220, Aerodrom, Azra, 4 Asa)
- Dejan Pejović "Peja" (Familija)
- Nenad Pejović (Kanda, Kodža i Nebojša)
- Marina Perazić (Denis & Denis, solo artist)
- Igor Perović (Plejboj)
- Goran Petranović "Rizo" (Elvis J. Kurtović & His Meteors)
- Aleksandar Petrović "Alek" (Eyesburn)
- Branislav Petrović "Banana" (Električni orgazam)
- Branko Požgajec (Drugi način)
- Zoran Predin (Lačni Franz, solo artist)
- Zoran Prodanović "Prlja" (Let 3)
- Vlada Rajović (Kanda, Kodža i Nebojša)
- Ivan Ranković "Raka" (Tvrdo srce i velike uši, Ekatarina Velika)
- Goran Redžepi "Gedža" (Familija)
- Zoran Redžić (Bijelo dugme)
- Miodrag Ristić "Miki" (Darkwood Dub)
- Laza Ristovski (Smak, Bijelo dugme, solo artist)
- Vladimir Rubčić (Bijele strijele)
- Darko Rundek (Haustor, solo artist)
- Vladimir Savčić "Čobi" (Pro arte)
- Massimo Savić (Dorian Gray, solo artist)
- Aleksandar Siljanovski "Silja" (Deca loših muzičara)
- Nebojša Simeunović "Sabljar" (Dža ili Bu)
- Jasmina "Nina" Simić (Cacadou Look)
- Tatjana "Tanja" Simić (Cacadou Look)
- Vojislav Simić
- Sejo Sexon (Zabranjeno pušenje)
- Ana Stanić
- Mirko Srdić (Elvis J. Kurtovich & His Meteors)
- Ivan "Piko" Stančić (Grupa 220, Parni valjak, Film, Le Cinema)
- Slobodan "Boba" Stefanović (Zlatni dečaci, solo artist)
- Vladimir "Vlatko" Stefanovski (Leb i sol, solo artist)
- Slobodan Stojanović "Kepa" (Smak)
- Jurisav "Jura" Stublić (Film)
- Siniša Škarica (Mi)
- Davor Tolja (Denis & Denis)
- Dado Topić (Dinamiti, Korni grupa, Time, solo artist)
- Predrag "Peđa" Tošović (Direktori)
- Aleksandar Vasiljević "Vasa" (U škripcu, Košava, Familija)
- Goran Vejvoda
- Viktorija
- Mladen Vojičić "Tifa" (Bijelo dugme, Divlje jagode, Vatreni poljubac, solo artist)
- Voodoo Popeye
- Mladen "Bata" Vranešević (Laboratorija zvuka)
- Predrag "Peđa" Vranešević (Laboratorija zvuka)
- Nikola Vranjković (Block Out)
- Zoran Vulović "Vule" (U škripcu)
- Milić Vukašinović (Indexi, Bijelo dugme, Vatreni poljubac, solo artist)
- Saša Zalepugin Jr. (La Fortunjero])
- Zigi (Dža ili Bu)
- Dražen Žerić "Žera" (Crvena jabuka)
- Zoran Živković "Žika" (Deca Loših Muzičara)